# Denmark (South Carolina)
Denmark ist eine Stadt im Bamberg County im US-Bundesstaat South Carolina. Das U.S. Census Bureau hat bei der Volkszählung 2020 eine Einwohnerzahl von 3.186 ermittelt. Die Gemeinde, die ursprünglich Grahams hieß, und ihr Ortsteil Sato⊙ wurde in ihrer frühen Geschichte von der Eisenbahn geprägt. Denmark ist der Standort zweier sogenannter historisch afroamerikanischer Colleges (Voorhees College und Denmark Technical College). Nach dem Zensus 2020 lebten in Denmark 3.186 Menschen.
Die Stadt erstreckt sich über eine Fläche von 9,9 km².

## Geschichte
Denmark geht zurück auf einen 1837 gebauten Bahnhof an der Bahnstrecke der South Carolina Canal and Railroad Company, die Charleston mit Hamburg bei Augusta verband. Er wurde nach dem früheren Grundbesitzer Grahams Turnout (dt. etwa Grahams Weiche) oder einfach nur Grahams genannt. Dort wuchs nach dem Bürgerkrieg eine kleine Ortschaft heran. 1870 wurde die Gemeinde Grahams gegründet.

Denmark (mit East Denmark) als Bahnknoten im Bamberg County, Karte von 1900 (Ausschnitt).

Als die South Bound Railroad eine Strecke von Savannah nach Columbia baute, kreuzte sie die ältere Strecke in der Nähe von Grahams. Einige Jahre später wurde auch hier wurde ein Bahnhof und eine neue Siedlung errichtet, die nach dem Generaldirektor der South Bound Company Denmark getauft wurde. Der Ort wuchs schnell und schloss auch Grahams mit ein. 1891 benannte sich die Gemeinde in Denmark um. Aus dem früheren Bahnhof Grahams wurde East Denmark, was aber zu Verwirrungen führte. Nachdem es deshalb fast zu einer Kollision von zwei Zügen gekommen war, wurde East Denmark in Sato umbenannt. Dieser Name sollte einen Funktionär der Southern Railroad ehren, die die Bahnstrecke mittlerweile betrieb. Denmark wurde zu einem Verkehrsknoten mit drei Bahnstrecken, 1919 betrieben von der Southern Railroad, der Seaboard Air Line Railroad und der Atlantic Coast Line Railroad.
1897 wurde das Voorhees College gegründet, damals unter dem Namen Denmark Industrial School for African Americans. Denmark wurde auch ein wichtiger Standort der American Telephone and Telegraph Company (AT&T), die dortige Vermittlungsstelle war ein regional bedeutsamer Knoten. Beim ersten transkontinentalen Ferngespräch zwischen Washington und San Francisco im Jahr 1915 wurde der AT&T-Direktor über Denmark zugeschaltet, da er sich gerade zur Kur auf Jekyll Island befand. In den 1920er-Jahren wurde im Ort eine John-Deere-Fabrik aufgebaut.
Um die Jahrtausendwende schrumpfte die Gemeinde und litt unter Geldproblemen. In den 2010er-Jahren sorgte der schlechte Zustand der Wasserversorgung für Aufsehen: Neben der durch rostige Wasserrohre verursachten bräunlichen Färbung wurde auch die nicht zugelassene Chemikalie HaloSan im Trinkwasser gefunden. Der Bundesstaat hatte sie offenbar zehn Jahre lang in einem der vier Brunnen zugesetzt, um Bakterien zu bekämpfen, die das Wasser rötlich färbten. Der betreffende Brunnen wurde daraufhin nicht mehr angezapft.

## Politik und Demografie
Die Stadtregierung von Denmark ist nach dem Mayor-Council-Government-System organisiert. Nachdem Schwarze in den 1960er-Jahren das Wahlrecht erhielten, sind auch die meisten Lokalpolitikerinnen und Lokalpolitiker in Denmark schwarz. Über 80 % der Stadtbevölkerung ist afroamerikanisch.

## Kultur und Sehenswürdigkeiten
Im Frühling findet in der Stadt jährlich das Dogwood Festival (dt. etwa Hartriegelfest) statt. Der Wasserturm von Denmark wurde von Jim Harrison, einem lokalen Künstler, mit Hartriegelblüten bemalt.
Drei Stätten in Denmark und der unmittelbaren Umgebung sind im National Register of Historic Places eingetragen:
- das 1923 fertiggestellte American Telephone and Telegraph Company Building im Stil des Georgian Revival[11]
- Denmark High School, mehrfach erweitertes Schulgebäude aus dem Jahr 1920, das bis 1985 als Highschool genutzt wurde[12]
- Voorhees College Historic District, historisches Gebäudeensemble des Voorhees College, südöstlich von Denmark[13]

## Infrastruktur
Der Denmark-Olar School District 2 betreibt in Denmark jeweils eine Grund-, Mittel- und Oberschule. Südöstlich der Stadt liegt der Campus der beiden privaten College (Voorhees College und Denmark Technical College). Neben den Büchereien der Hochschulen gibt es in Bamberg eine Zweigstelle der öffentlichen Bücherei (Aiken-Bamberg-Barnwell-Edgefield Regional Library).
In Denmark kreuzen sich heute die U.S. Highways 321 und 78 sowie der South Carolina Highway 70. Am Bahnhof von Denmark hält jeweils dreimal wöchentlich der Silver Star, ein Fernzug zwischen New York City und Miami.

## Trivia
In der Umgebung von Denmark befinden sich die kleinen Orte Sweden und Finland sowie Norway im benachbarten Orangeburg County. Die Namen wurden meist von der Eisenbahn vergeben, da sie wohl gut zu Denmark passten.